# Sredozemlje, Turčija
Sredozemlje je pokrajina v Turčiji, ki se nahaja ob Sredozemskem morju. 

## Province
- Adana (provinca)
- Antalya (provinca)
- Burdur (provinca)
- Hatay (provinca)
- Isparta (provinca)
- Kahramanmaraş (provinca)
- Mersin (provinca)
- Osmaniye (provinca)